# Artana
Artana es un pueblo y municipio de la Comunidad Valenciana, España. Se encuentra situado en el sur de la provincia de Castellón, en la comarca de la Plana Baja.

## Geografía
El Valle de Artana es un espacio enmarcado por las montañas de la sierra de Espadán.
Al nordeste están las lomas de rocas grises calizas con paredes de piedra seca para retener la tierra donde en otro tiempo se cultivaba y que ahora se encuentran invadidas por pinos blancos y en menor proporción de encinas. Al sur las montañas que forman el núcleo de la Sierra, con alturas que sobrepasan los 700 metros dentro del término, superando los 1000 metros un poco más al oeste, están formadas por rocas areniscas triásicas de color negro-rojizo que contrastan con los frondosos bosques de pinos rodenos y alcornoques que la pueblan.
Se accede a este pueblo desde Castellón tomando la CV-10 y luego la CV-223.

### Localidades limítrofes
El término municipal de Artana limita con las siguientes localidades:
| Noroeste: Tales                | Norte: Onda                      | Noreste: Bechí |
| Oeste: Alcudia de Veo y Eslida |                                  | Este: Nules    |
| Suroeste Alfondeguilla         | Sur: Alfondeguilla y Vall de Uxó | Sureste: Nules |

## Historia
Los primeros vestigios de población los encontramos en el mesolítico. Son útiles que se diferencian de los restos de otros lugares por ser una industria bastante tosca y con un gran porcentaje de materiales autóctonos, hacen pensar en una cultura mucho más arcaica por el aislamiento del valle.
El neolítico, el bronce, así como los íberos y los romanos también están representados por diversos restos encontrados, pero sobre todo fueron los árabes quienes dejaron una señal cultural más grande. Los poblados y restos de hierro localizados en la Solana, l'Artiga, montaña del Pinar, el Racó, Aigüesvives, la Marjaleta, Canals, etc., demuestran el grado de población y la actividad económica de aquella gente.
Después de 1242, fecha de la conquista por el rey Jaime I, hizo donación de este lugar a Guillem Romeu, y se mantuvo como pequeño señorío durante la época medieval, conservando su población musulmana sometida al feudalismo dentro de la baronía de Artana.
En el siglo XV pasó a formar parte del patrimonio de la familia Tou, señores de Borriol y de Sollana, y en el siglo XVI es incorporada al ducado de Villahermosa. En el siglo XVIII era su señor el duque José Gurrea de Aragón. En 1609 se produjo la expulsión de los moriscos siendo repoblada por cristianos pocos años después (1611).

## Demografía
Artana cuenta con una población de 1971 habitantes (INE 2024).
| Gráfica de evolución demográfica de Artana entre 1842 y 2021                                                        |
| |
| Población de derecho según los censos de población del INE Población de hecho según los censos de población del INE |

En 1646 tenía unos 300 habitantes; en 1910 su población alcanzó la cifra de 2926 habitantes.

### Economía
Su economía está basada en la agricultura, destacando tradicionalmente en la producción de aceite de oliva. En la actualidad se ha desarrollado el cultivo del naranjo.

### Política
| Periodo   | Nombre                        | Partido   |
| --------- | ----------------------------- | --------- |
| 1979-1983 | Benjamín Villalba Caraquitena | UCD       |
| 1983-1987 | Pascual Vilar Sales           | AP        |
| 1987-1991 | Víctor Esteve                 | PSPV-PSOE |
| 1991-1995 | Víctor Esteve                 | PSPV-PSOE |
| 1995-1999 | Mª Teresa Lara Chesa          | PP        |
| 1999-2003 | Enrique Vilar Villalba        | PP        |
| 2003-2007 | Enrique Vilar Villalba        | PP        |
| 2007-2011 | Enrique Vilar Villalba        | PP        |
| 2011-2015 | Enrique Vilar Villalba        | PP        |
| 2015-2019 | Enrique Vilar Villalba        | PP        |
| 2019-2023 | Enrique Vilar Villalba        | PP        |
| 2023-act. | Enrique Vilar Villalba        | PP        |

## Patrimonio

### Religioso

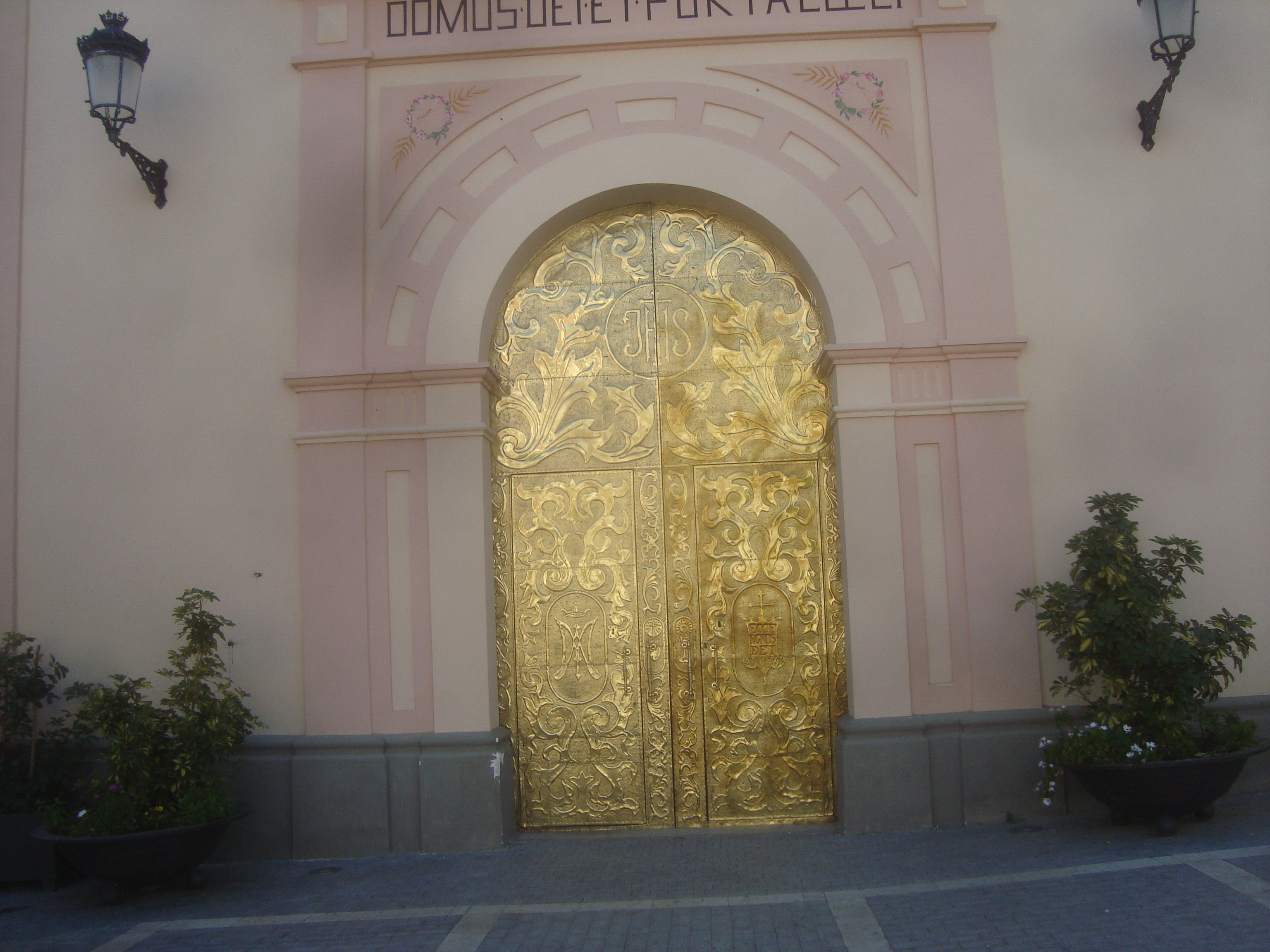
Ppuerta dorada de la iglesia parroquial de San Juan Bautista de Artana

- Iglesia de San Juan Bautista. Conserva algunos lienzos interesantes de los siglos XVII al XIX. Destaca, entre otras cosas, una lápida árabe.
- Santuario Ermitorio de Santa Cristina. Tiene hospedería y a su lado brota un generoso hontanar.
- Ermita de Cristo del calvario y Calvario.

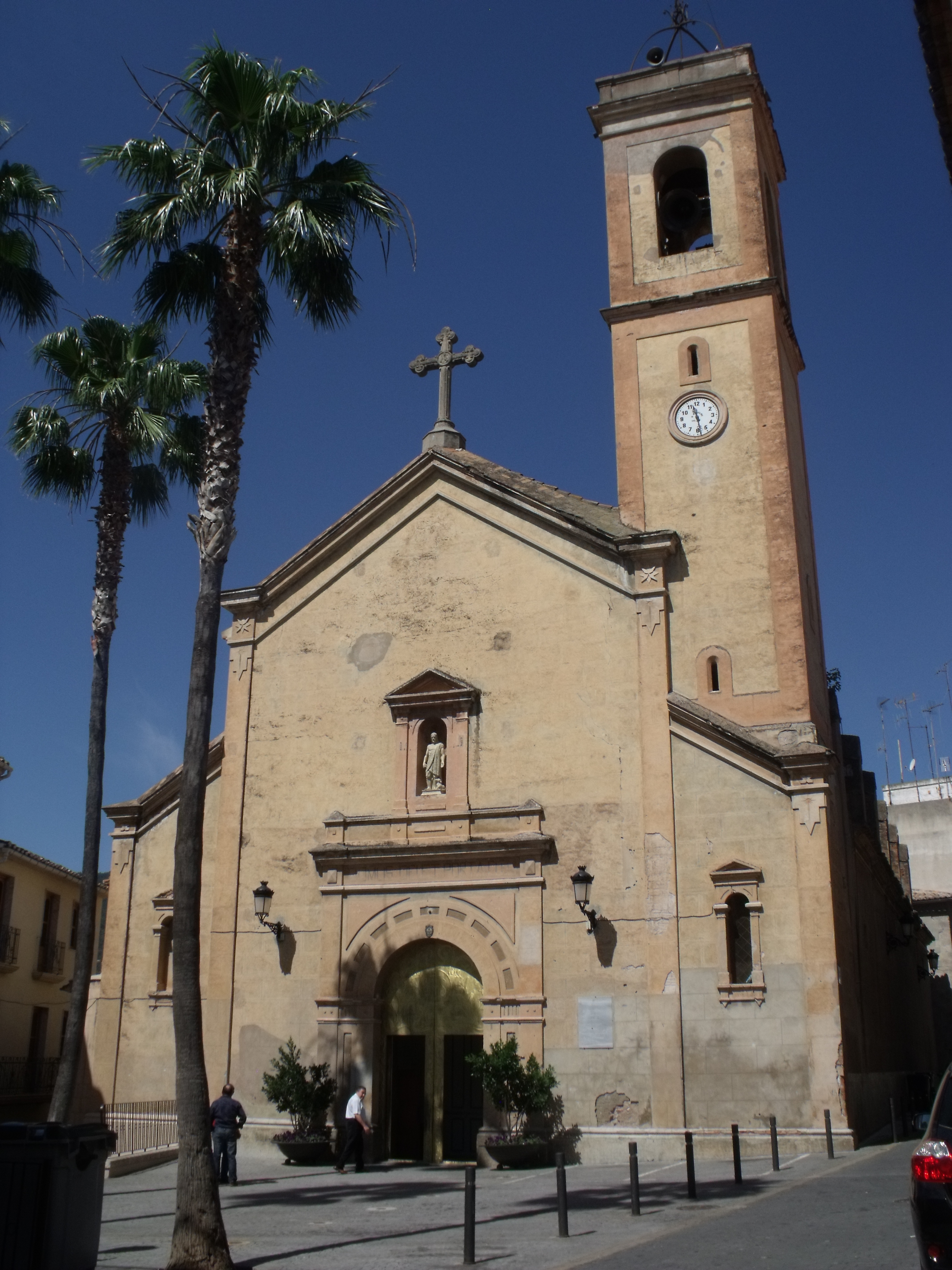
Fachada Iglesia de San Juan Bautista
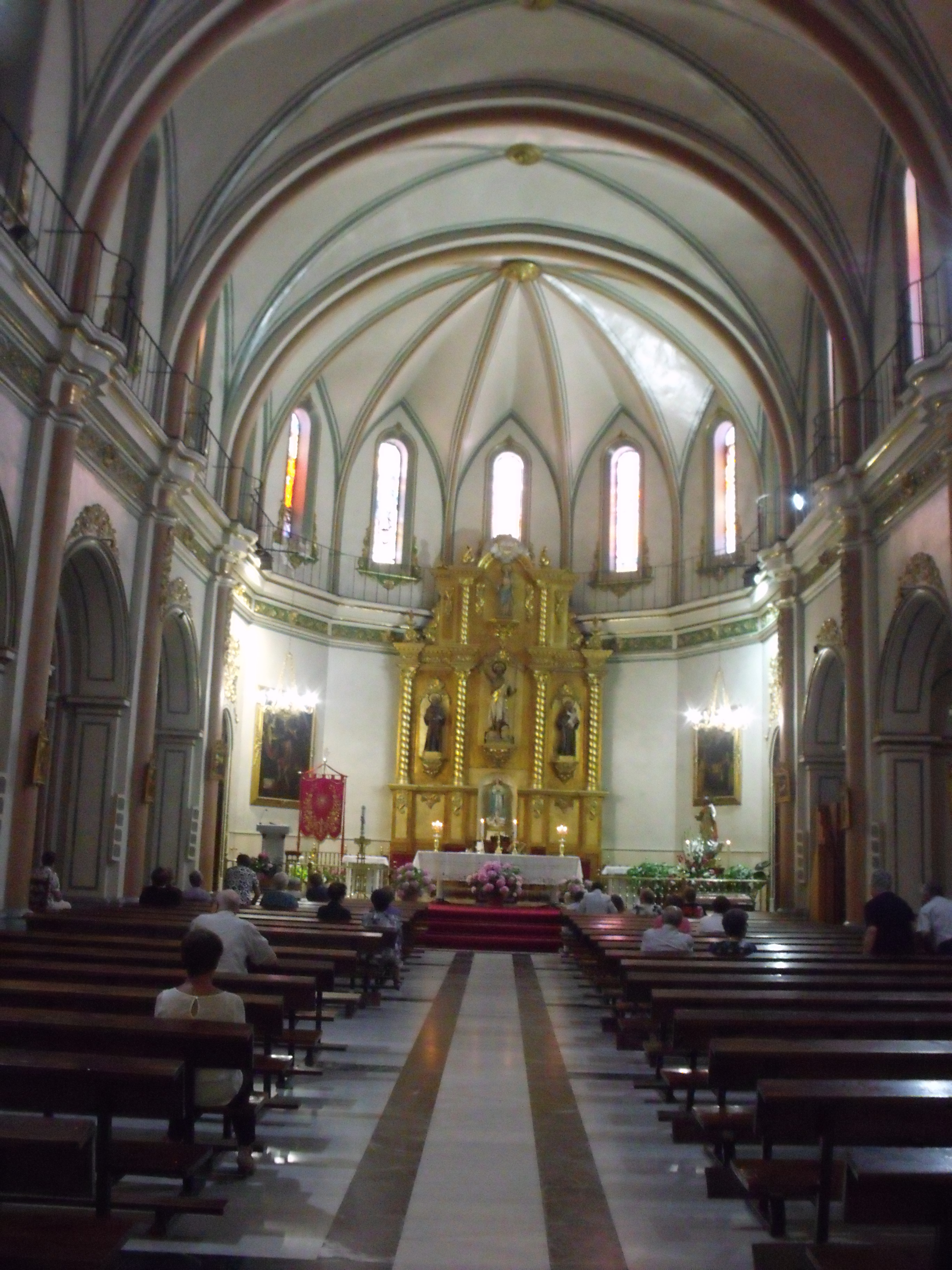
Interior de la iglesia de San Juan Bautista
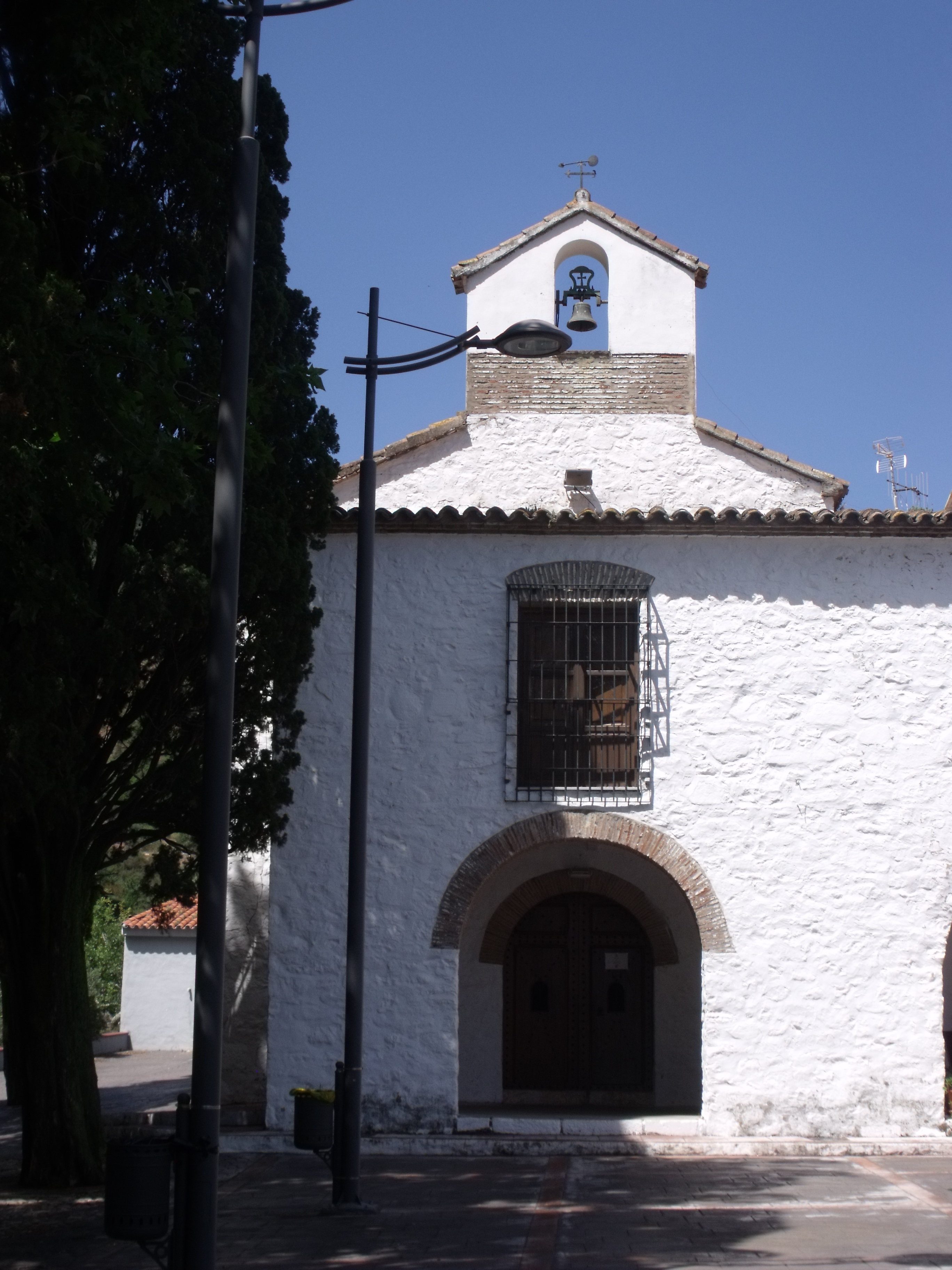
Ermita de Santa Cristina
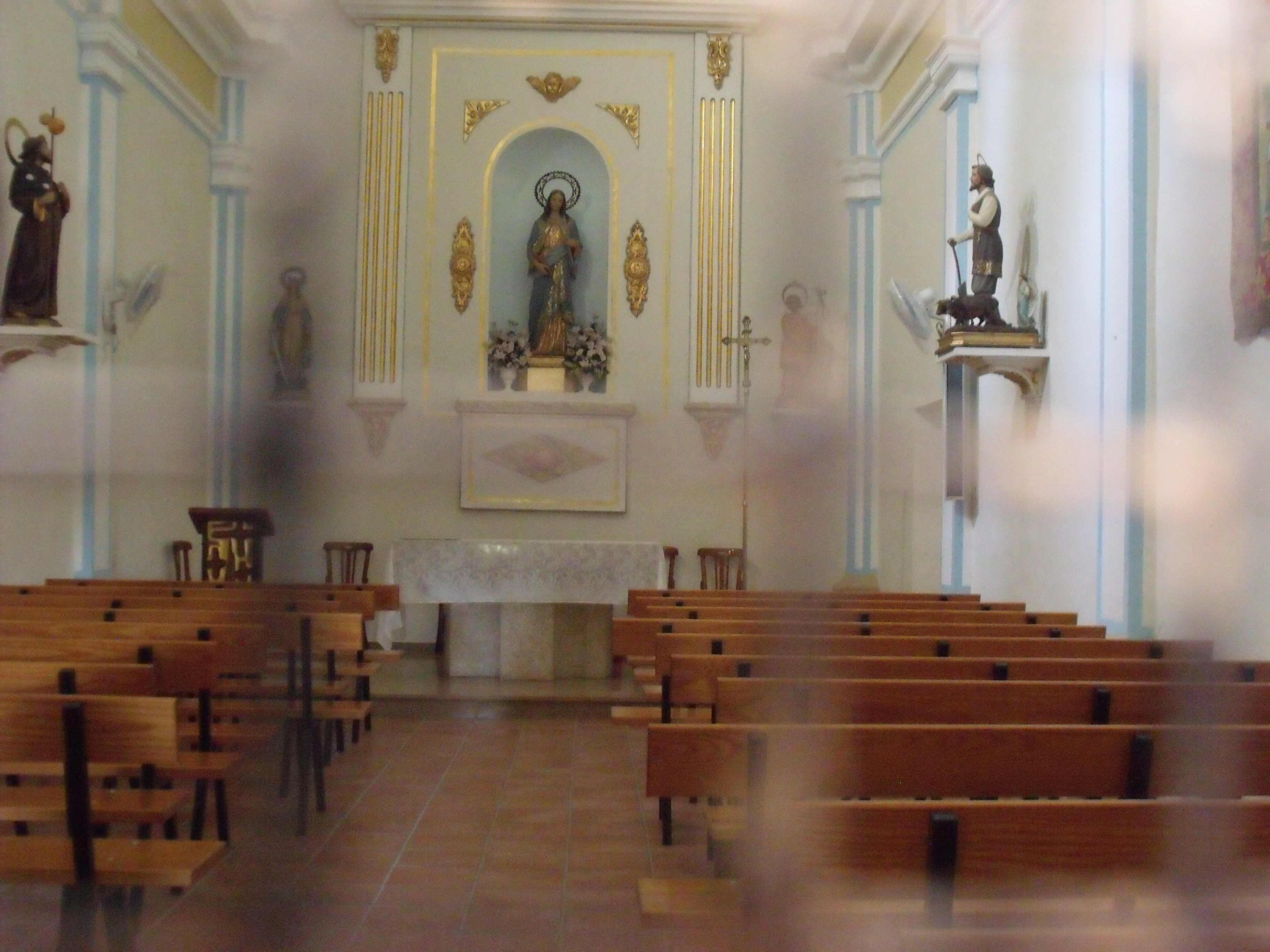
Interior de la ermita de Santa Cristina
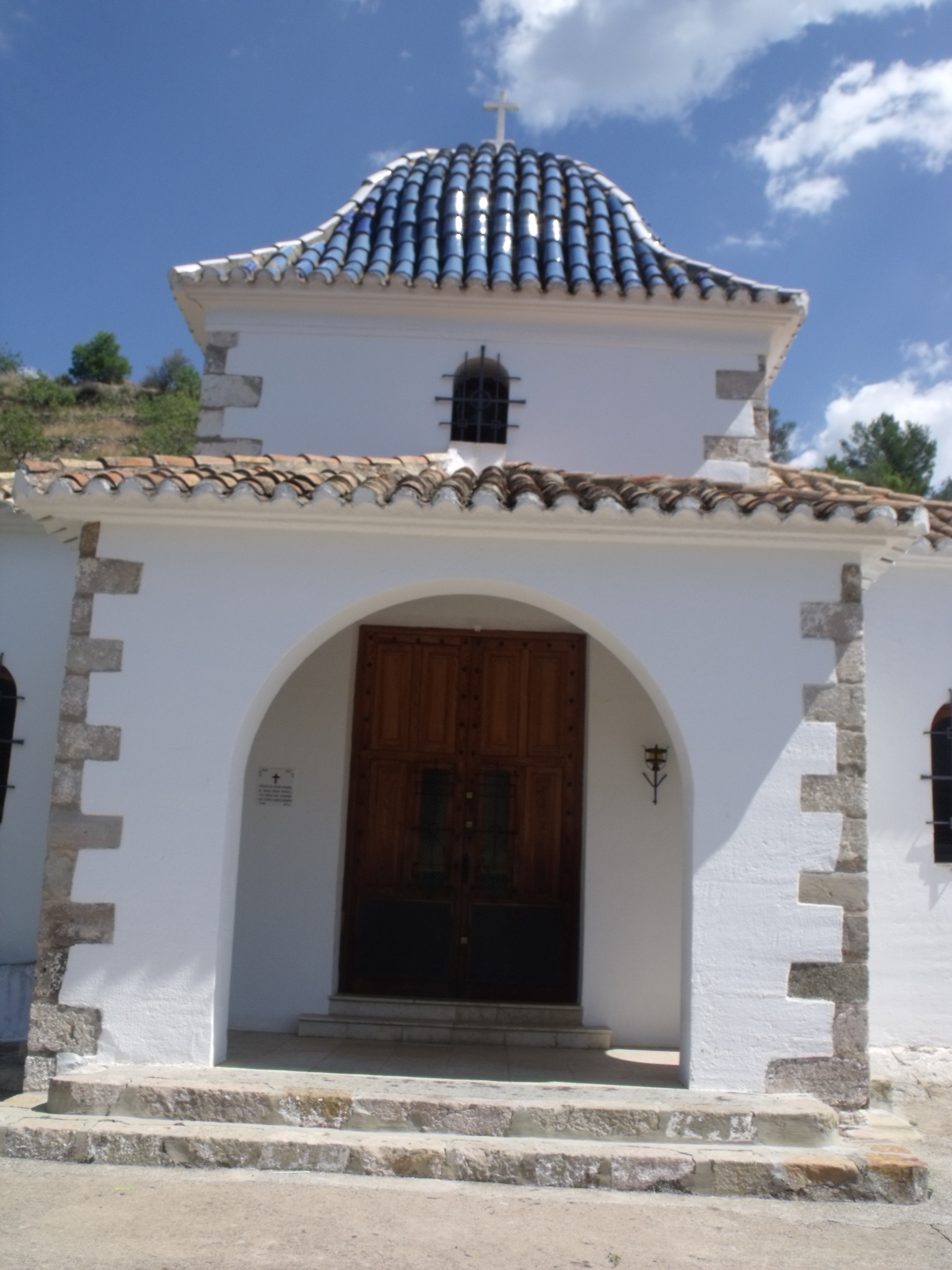
Ermita del Calvario
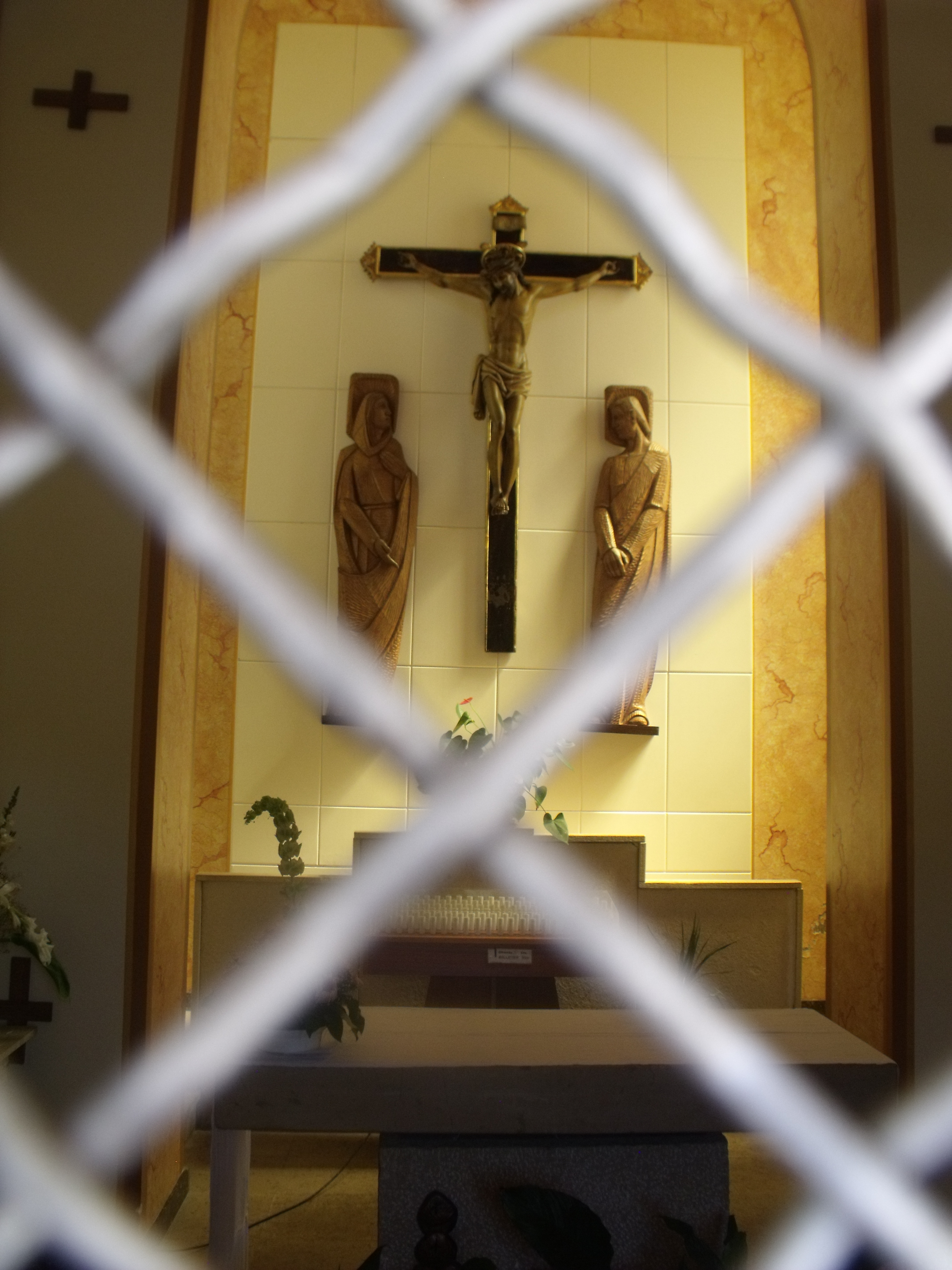
Interior de la ermita del Calvario
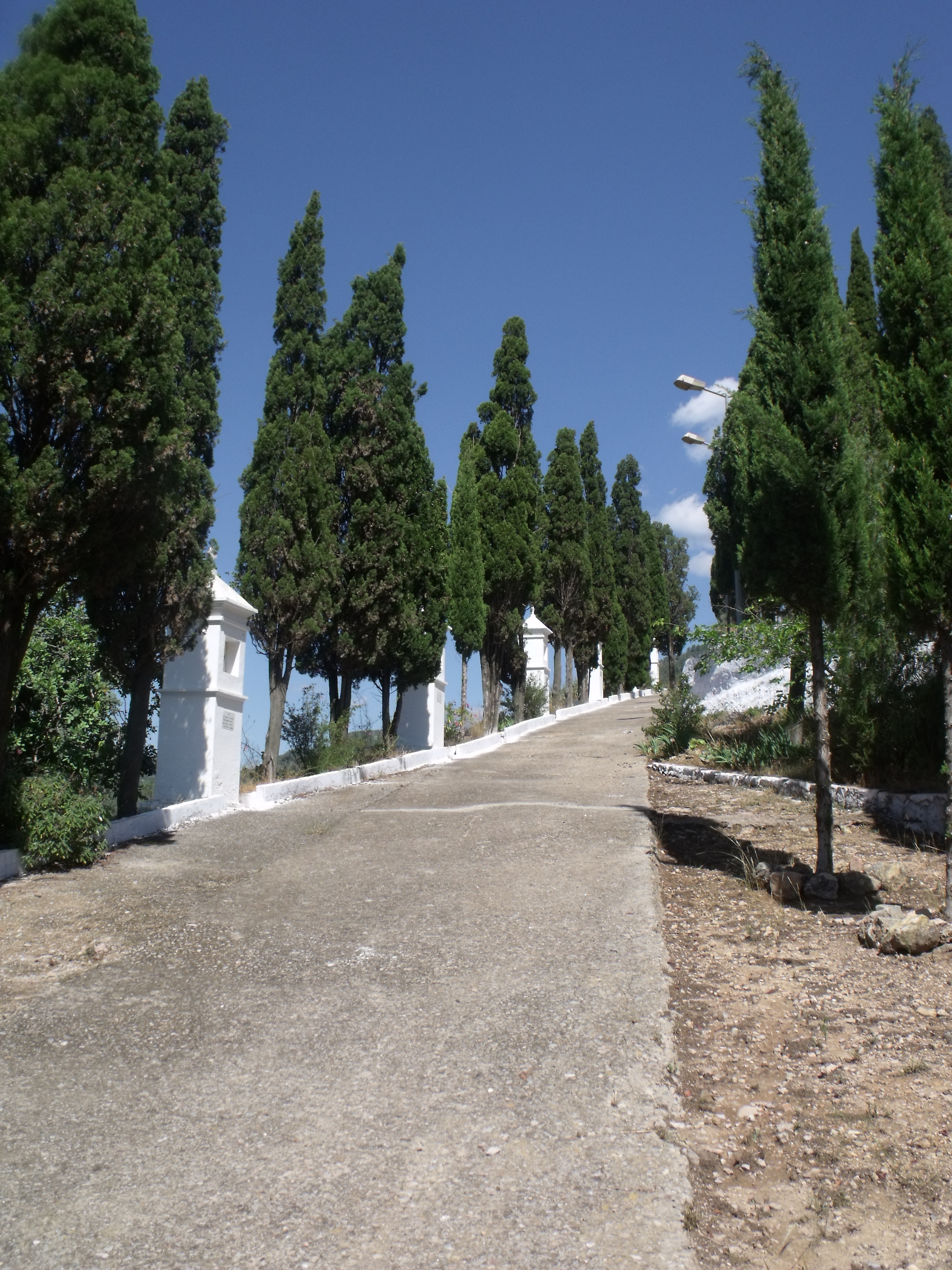
Calvario

### Civil

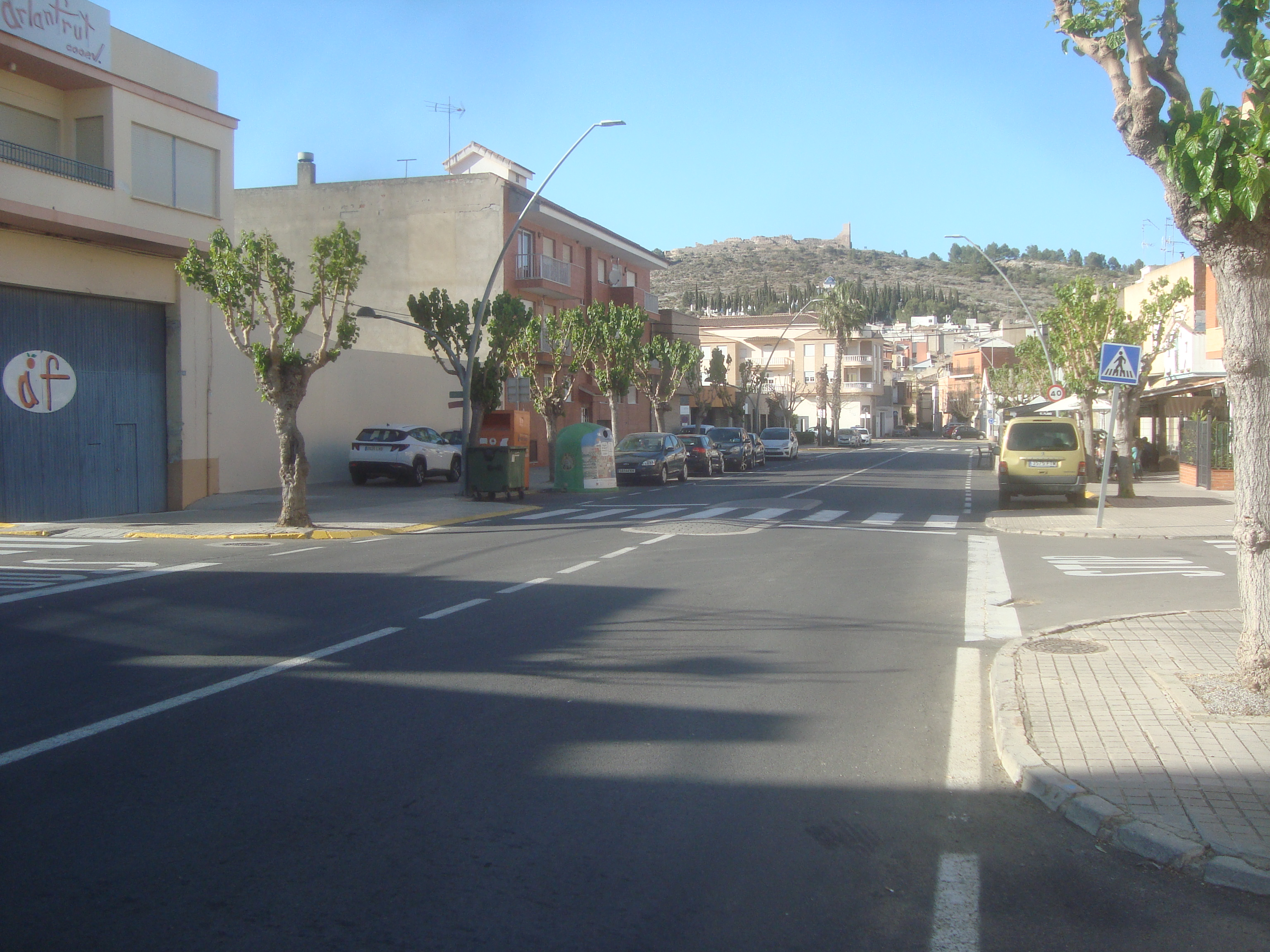
Panorámica urbana de Artana.

- Casco Urbano. Se pueden contemplar las distintas fachadas de viviendas de estilo modernista y popular, y los retablos de escenas sagradas dibujadas sobre azulejos colocados en algunos puntos del pueblo, visita a la iglesia y después a la parte más antigua del casco urbano con sus caprichosas y estrechas calles, desde aquí se puede acceder al conjunto religioso que forma el Calvario que corona el municipio y donde se disfruta de una hermosa vista panorámica.
- Castillo. Restos de un castillo medieval, a algunos de cuyos elementos se atribuye antigüedad romana. Son visibles vestigios de épocas árabe y cristiana. Durante las guerras carlistas el castillo fue dinamitado.

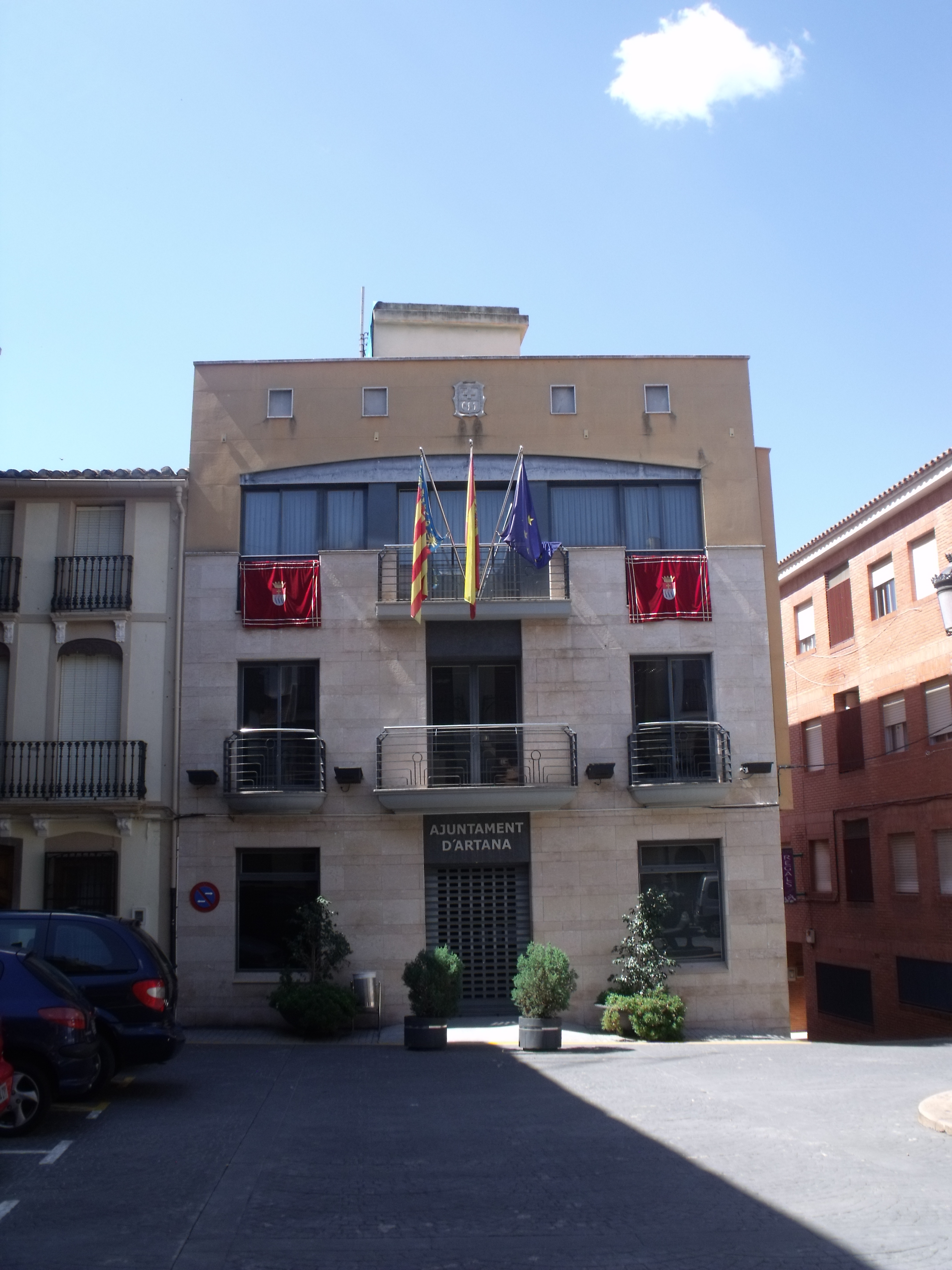
Fachada Ayuntamiento
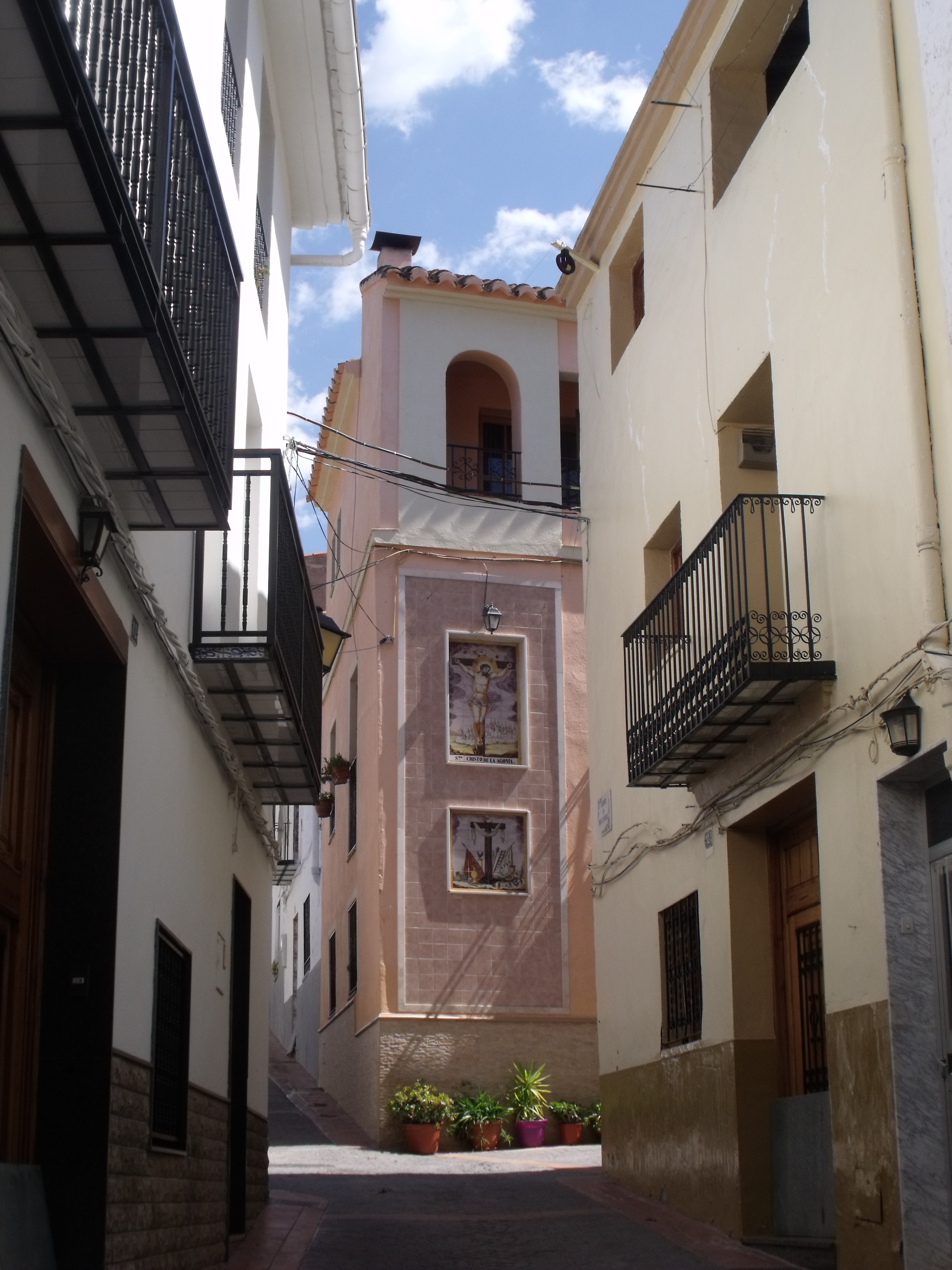
Casa con retablo cerámico
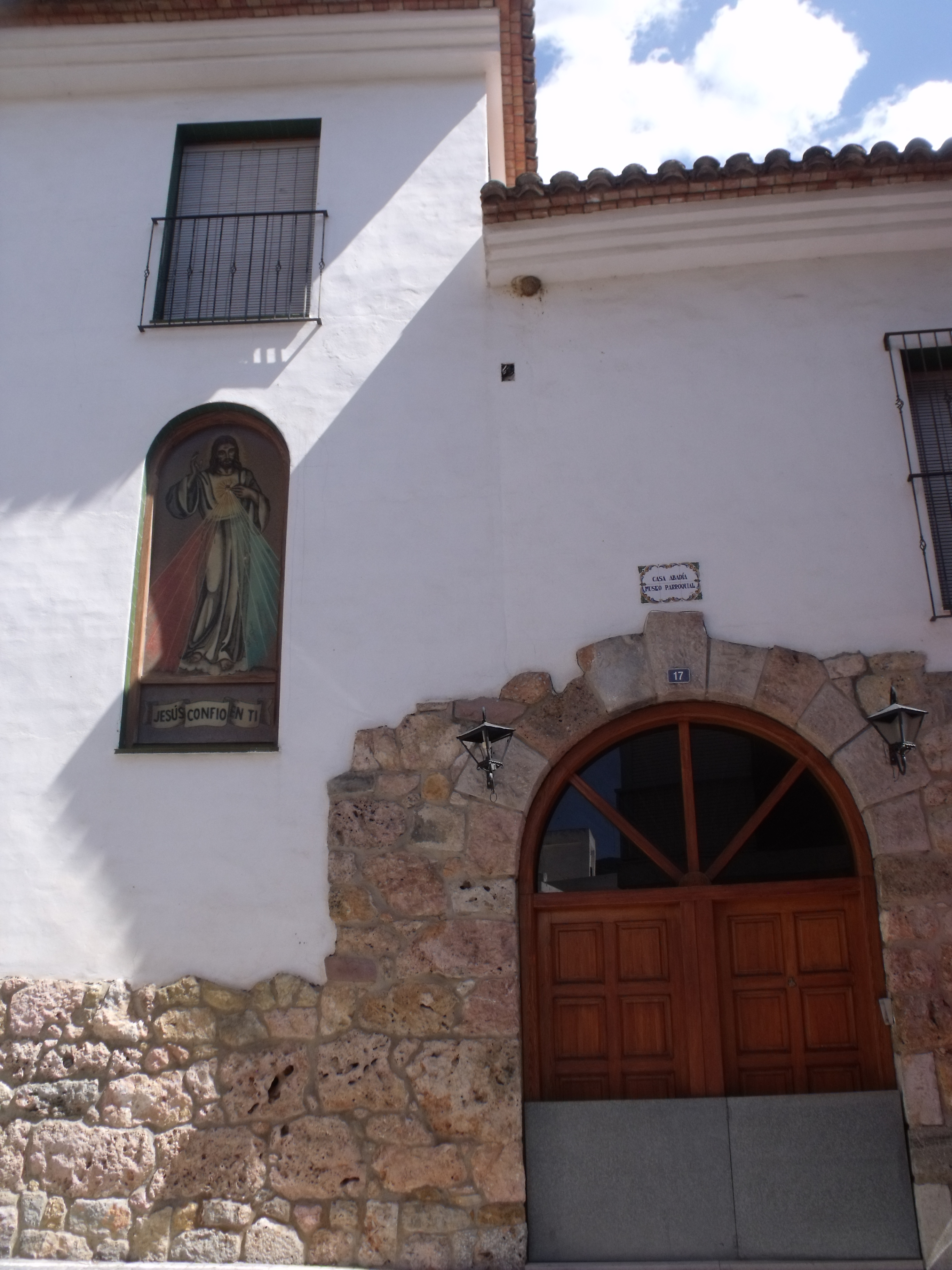
Casa Abadía
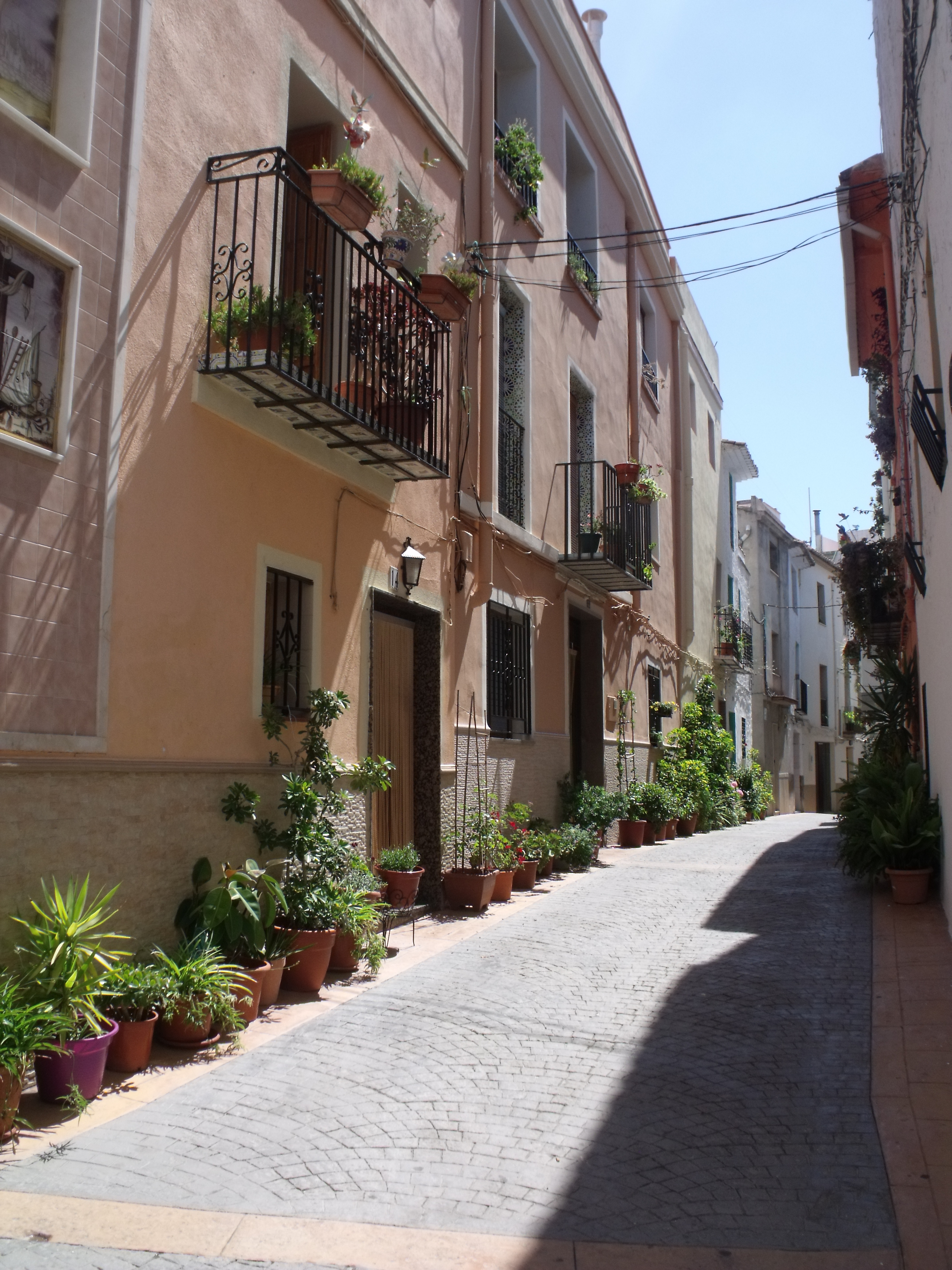
Calle del pueblo
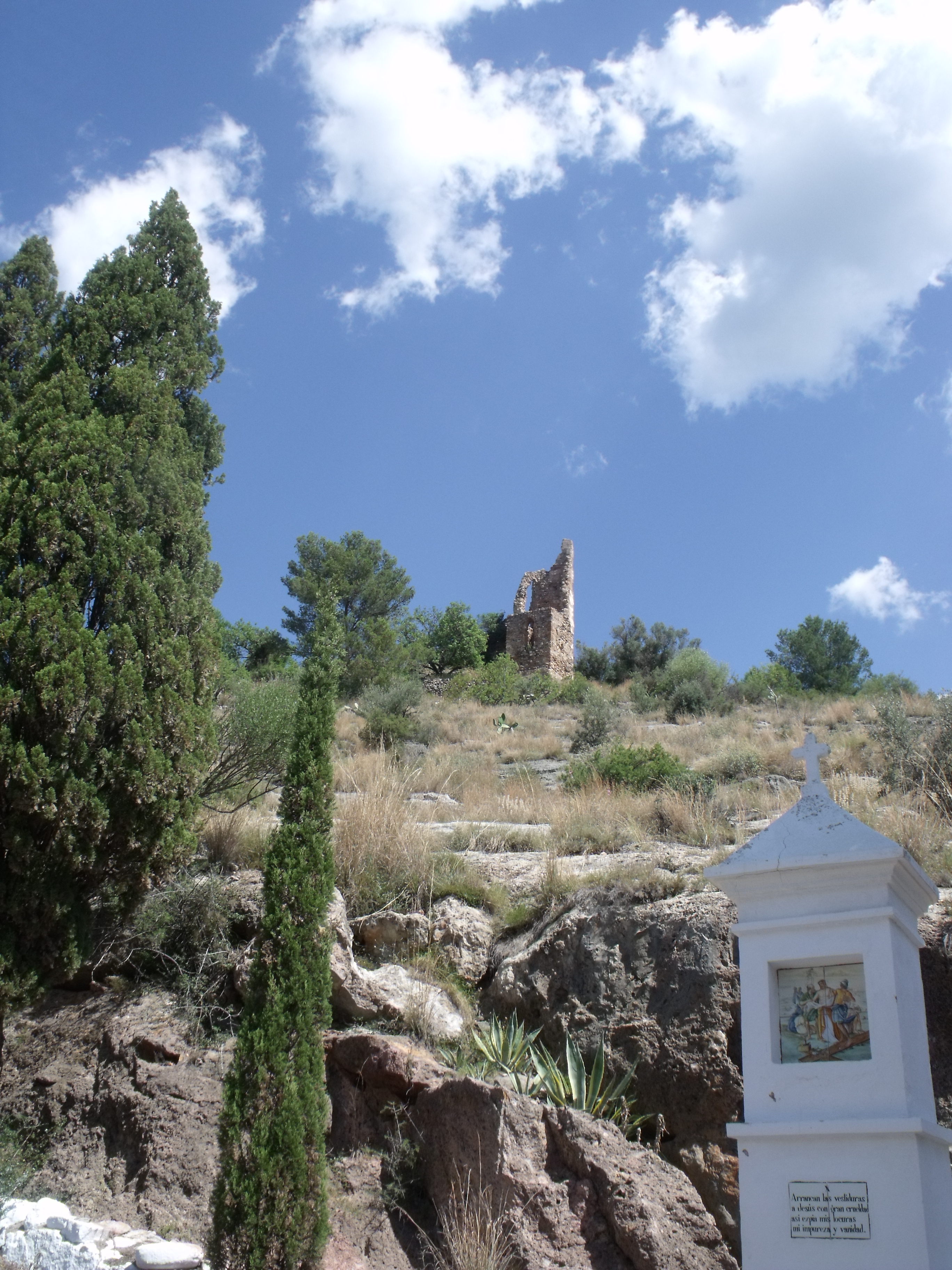
Restos del Castillo desde el calvario
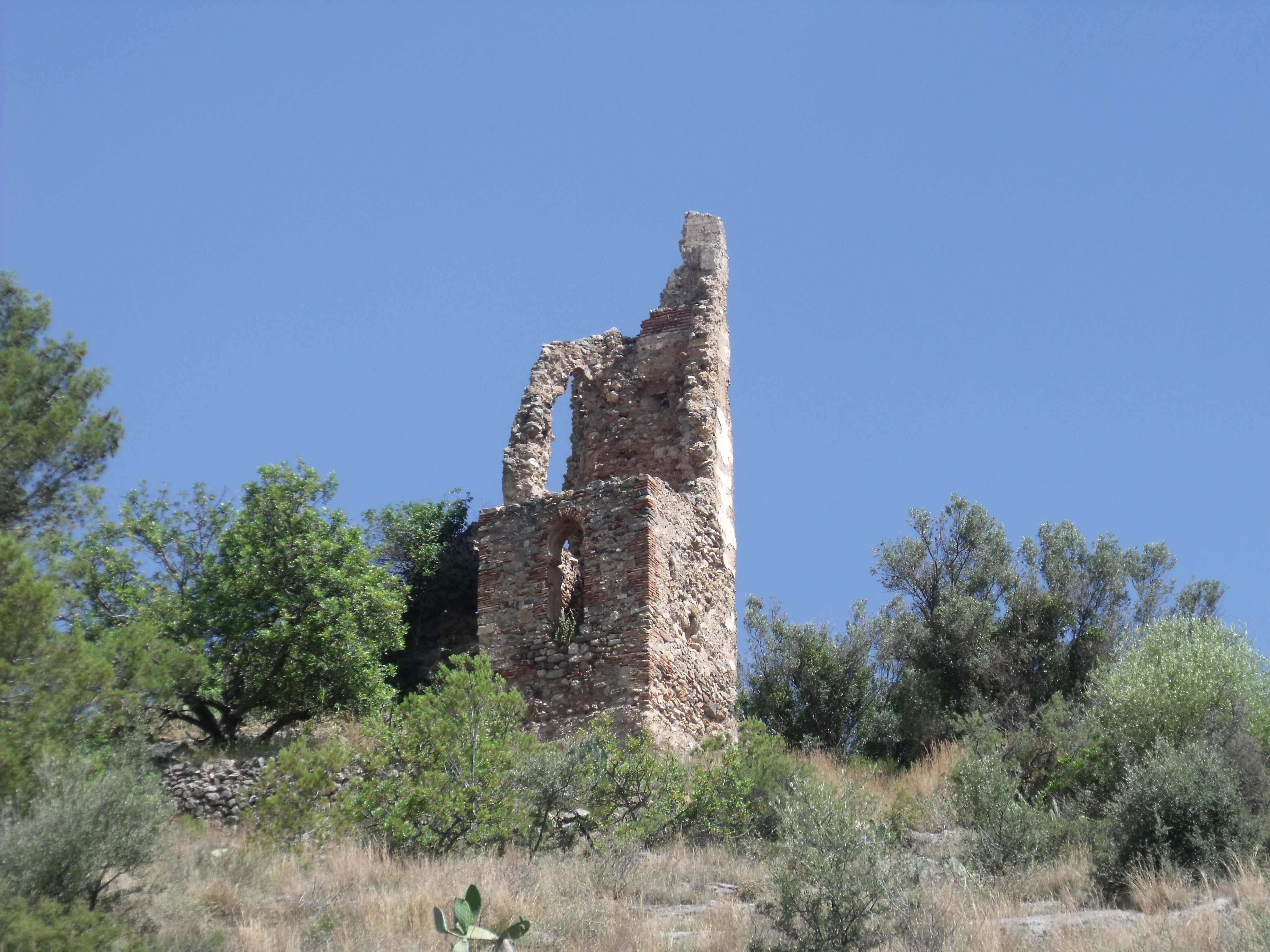
Detalle de los restos del Castillo.

## Lugares de interés
- Penyes Altes. Las Peñas Aragonesas o Penyes Altes son un paraje de gran valor ambiental, con impresionantes acantilados de basalto.
- Cova del Tronc. Desde este enclave se puede disfrutar de una bella panorámica de la Plana.
- La Solana. En este paraje se encuentra la fuente del mismo nombre muy famosa por sus apreciadas aguas, situada a poco más de 1000 metros, es embotellada en una planta situada cerca de ella.

## Fiestas
- Cristo del Calvario. Se celebra el primer domingo después de Pascua.
- San Juan Bautista. Se celebran la última semana de agosto con manifestaciones culturales y deportivas, bailes y toros en la calle.
- Santa Cristina. Se celebra el 23,24 y 25 de julio. Romería hasta el santuarío del mismo nombre, y feria.
- La Foia. Se celebra la primera semana de octubre.

## Gastronomía
De los platos típicos de la población destacan : Cassoleta, Olla de dijuni, Orelletes.